# Everybody Loves Raymond
Everybody Loves Raymond (conocida en Hispanoamérica como Todos quieren a Raymond, y en España como Todo el mundo quiere a Raymond o simplemente Raymond) es una telecomedia estadounidense transmitida y producida por CBS. Aunque durante los primeros años de emisión los resultados y las críticas no fueron excesivamente buenas, a partir de la cuarta temporada (1999) las audiencias aumentaron y la serie comenzó a recibir numerosas nominaciones para los Premios Emmy y los Premios del Sindicato de Actores. La serie duró nueve temporadas (desde 1996 hasta 2005), cosechando un total de trece premios Emmy y grandes beneficios para sus protagonistas y productores. Su éxito no solo reflejado en los altos niveles de audiencia de la serie, sino también en el impacto cultural que tuvo en su público, donde muchos se sintieron identificados con tener un marido vago, una esposa histérica, suegros detestables, un hermano con el cual siempre discutir, etc.

## Argumento
La serie gira en torno a la vida de la familia italoestadounidense de Raymond Barone, un periodista deportivo de Lynbrook, Long Island, quien vive junto a su esposa, Debra Barone, su hija, Ally, y los gemelos, Geoffrey y Michael. Los padres de Ray, que viven enfrente de su casa, y su hermano Robert, se entrometen constantemente en su vida, creando conflictos y situaciones cómicas. A pesar de que trata de una familia con niños pequeños, Everybody Loves Raymond no es una comedia familiar usual, ya que trata más bien de las complejas relaciones entre hombres y mujeres, y de unas generaciones con otras.
A diferencia de muchas otras series, en Raymond apenas hay una historia que evolucione a lo largo de las distintas temporadas, sino que la situación se mantiene prácticamente idéntica durante toda la duración de la serie (salvo por el inevitable envejecimiento de los personajes). Además, también a diferencia de otras series americanas, en Everybody Loves Raymond no suele haber enseñanzas morales escondidas en cada capítulo.
La serie está basada en gran medida en el propio Ray Romano: como su personaje, está casado (con Anna Scarpulla) y tiene una hija (Alexandra, quien en Everybody Loves Raymond interpretó el papel de Molly, la mejor amiga de Ally, hija de Ray) y dos niños gemelos (Matthew y Gregory, nombres que por error o por improvisación reciben los hijos de Ray en el episodio piloto de la serie, antes de pasar a llamarse Michael y Geoffrey en los demás capítulos); Ray Romano tiene además otro hijo llamado Joseph Raymond (lo que lo diferencia de su personaje, Ray Barone, que solo tiene tres hijos).
Esas no son las únicas similitudes entre Ray Romano y su personaje en Everybody Loves Raymond: A los dos les gusta el golf (Ray Romano es un golfista amateur que participa en torneos benéficos), los dos son seguidores de los New York Mets, los dos tienen un hermano en el Departamento de Policía de Nueva York...

## Personajes

### Raymond "Ray" Barone (Ray Romano)
El personaje de Ray forma parte de una familia italoestadounidense católica; su padre es un bravucón insensible y maleducado y su madre una dominante y manipuladora. Él es un tipo alegre, despreocupado y algo infantil en ocasiones. En su vida de pareja, Ray es un hombre chapado a la antigua: trabaja como escritor deportivo para un periódico de Nueva York, le gusta ver la televisión, jugar al golf y comer pizza con su grupo de amigos, y no colabora prácticamente en nada en las tareas domésticas (lo que provoca frecuentes tensiones con su mujer, Debra). Como padre, Ray ejerce el papel de progenitor divertido e irresponsable, pero le cuesta mantener la disciplina. Antes de ser periodista, Raymond trabajó como repartidor de colchones y edredones, y así es como conoció a su mujer, Debra.

### Debra Barone (Patricia Heaton)
Debra es una outsider en la familia Barone, aunque a medida que avanzan las temporadas cada vez se adapta más al modo de comportarse de los Barone. Nacida en una familia acomodada y culta de Connecticut, dejó a un lado su carrera profesional cuando tuvo a su hija Ally y a los gemelos Michael y Jeffrey. Por sus diferencias de educación y de carácter, chocará con los malos modos de Frank, el padre de Raymond, pero sobre todo con Marie, su madre, quien menosprecia constantemente sus cualidades como ama de casa, y se pondrá siempre del lado de su hijo Raymond cuando surja alguna discusión conyugal. Su único aliado en la familia es Robert, el hermano celoso de Raymond, y su esposa Amy (en las temporadas finales de la serie).

### Robert Barone (Brad Garrett)
Robert, oficial de la policía de Nueva York, es el hermano mayor de Raymond, y siente (con razón) que Ray, por ser el pequeño, es el preferido de su madre. Sus celos constantes hacia su hermano pueden ser la causa de ciertos desórdenes de comportamiento, como el tener que tocar la comida con la barbilla antes de llevársela a la boca, o el seguir viviendo en casa de sus padres bien entrado en la treintena, a pesar de tener un trabajo estable y haber estado casado (con una stripper) y divorciado. Robert suele mostrarse celoso de Raymond y decir que este no se merece el renombre que tiene como escritor deportivo. Sin embargo, cuando el talento de su hermano es puesto en duda es el primero en defenderlo y asegurar que es el mejor comentarista deportivo que existe. Robert mantendrá una tormentosa relación con Amy, una de las mejores amigas de Debra, con la que terminará casándose al final de la séptima temporada.

### Marie Barone (Doris Roberts)
Marie, mujer de Frank Barone y madre de Ray y Robert, es el prototipo de la suegra invasiva: es dominante, manipuladora, sobreprotectora y melodramática. Sus mayores orgullos son su hijo Raymond y sus virtudes como ama de casa, y en especial como cocinera; virtudes que su marido, Frank, parece no apreciar debidamente. Su relación con Debra es tempestuosa, ya que Marie se inmiscuye constantemente en la vida de su hijo y critica la labor de Debra en la casa (y en especial, otra vez, como cocinera). Con su marido, Marie mantiene una relación de amor-odio, basado en un pacto de no agresión: ella lo alimenta, él arregla lo que se estropea en la casa; ambos aprovechan cualquier ocasión para atacar verbalmente al otro. Y sin embargo, siguen casados.

### Frank Barone (Peter Boyle)
Frank es un veterano de la guerra de Corea con una visión tradicional de los papeles del hombre y de la mujer. Es grosero, egoísta, brusco e insensible en su trato con la gente. Le gusta ver deportes en la televisión (preferiblemente con algo para comer), y pasa gran parte de su tiempo libre en un club social con otros jubilados. Su relación con sus hijos es de todo menos afectuosa, lo mismo que su matrimonio con Marie, que sobrevive gracias a la rutina y a cierto cariño almacenado a pesar de las continuas discusiones. En cambio, Frank encuentra en ocasiones una aliada en Debra, ya que comparten un enemigo común: Marie. Frank aparenta ser rudo e insensible, pero con el paso de los episodios se puede notar que bajo esa fría piel de rinoceronte hay un hombre que en verdad ama a su familia.

### Amy MacDougal-Barone (Monica Horan)
Amy (personaje que aparece desde la primera temporada, pero que va adquiriendo protagonismo a medida que avanza la serie) cumple en Everybody Loves Raymond un papel clásico en las series de televisión americanas: es la pareja intermitente de Robert, con quien tendrá innumerables encuentros, desencuentros, rupturas y reconciliaciones hasta que finalmente se convierten en matrimonio en el último capítulo de la séptima temporada. Amy es alegre y algo infantil, lo que contrasta con el ambiente conflictivo y agobiante que suele imperar en casa de los Barone. Además, Amy será el principal apoyo de Debra en sus enfrentamientos con los padres de Ray.

### Ally, Geoffrey y Michael Barone (Madylin, Sawyer y Sullivan Sweeten)
Ray y Debra tienen tres hijos: una niña, Ally, y dos niños gemelos, Geoffrey y Michael. La chica parece ser más inteligente que los gemelos, que tienen ciertos problemas de aprendizaje. A lo largo de la serie, Ally crecerá desde ser una niña hasta convertirse en una adolescente algo rebelde, mientras que Geoffrey y Michael seguirán siendo un par de niños revoltosos. Cabe destacar que en la vida real, los 3 chicos también son hermanos.

## Premios y nominaciones

### Premios
Premios Emmy:
- Mejor Serie Cómica (2003, 2005)
- Mejor Actor Principal en una Serie Cómica (Ray Romano) (2002)
- Mejor Actriz Principal en una Serie Cómica (Patricia Heaton) (2000, 2001)
- Mejor Actor Secundario en una Serie Cómica (Brad Garrett) (2002, 2003, 2005)
- Mejor Actriz Secundaria en una Serie Cómica (Doris Roberts) (2001, 2002, 2003, 2005)
- Mejor Guion para una Serie Cómica por el capítulo "Baggage" ("Equipaje") (Tucker Cawley) (2003)

Premios del Sindicato de Actores:
- Mejor reparto en una Serie Cómica (2003)

Premios del Writers Guild (Sindicato de guionistas estadounidense)
- Mejor Episodio Cómico por "Italy" ("Italia") (Philip Rosenthal) (2002)

### Nominaciones
Premios Emmy:
- Mejor Serie Cómica (1999, 2000, 2001, 2002, 2003, 2004, 2005)
- Mejor Actor Principal en una Serie Cómica (Ray Romano) (1999, 2000, 2001, 2002, 2003, 2004, 2005)
- Mejor Actriz Principal en una Serie Cómica (Patricia Heaton) (1999, 2000, 2001, 2002, 2003, 2004, 2005)
- Mejor Actor Secundario en una Serie Cómica (Brad Garrett) (2000, 2001, 2002, 2003, 2004, 2005)
- Mejor Actor Secundario en una Serie Cómica (Peter Boyle) (1999, 2000, 2001, 2002, 2003, 2004, 2005)
- Mejor Actriz Secundaria en una Serie Cómica (Doris Roberts) (1999, 2000, 2001, 2002, 2003, 2004, 2005)
- Mejor Guion en una Serie Cómica: Philip Rosenthal y Ray Romano por "Bad Moon Rising" (2000); Philip Rosenthal por "The Angry Family" (2001); Jennifer Crittenden por "Ray's Journal" (2001); Tucker Cawley por "Baggage" (2003); Mike Royce por "Counselling" (2003); Philip Rosenthal, Ray Romano, Lew Schneider, Steve Skrovan, Jeremy Stevens, Aaron Shure, Mike Royce, Leslie Caveny y Tom Caltabiano por "Finale" (2005)

Globos de Oro:
- Mejor Actor en una Serie Cómica de Televisión (Ray Romano) (2000, 2001)

Premios del Sindicato de Actores:
- Mejor reparto en una Serie Cómica (1999, 2000, 2002, 2004, 2005, 2006)
- Mejor Actor en una Serie Cómica (Ray Romano) (2000, 2002, 2003, 2004, 2005)
- Mejor Actor en una Serie Cómica (Brad Garrett) (2004)
- Mejor Actor en una Serie Cómica (Peter Boyle) (2002, 2004)
- Mejor Actriz en una Serie Cómica (Patricia Heaton) (2002, 2003, 2004, 2005, 2006)
- Mejor Actriz en una Serie Cómica (Doris Roberts) (2004, 2005)
- Mejor programa

## Emisiones en otros países
- Argentina: Canal 7.
- Bolivia: Red Uno.
- Chile: TVN.
- Colombia: RCN Television.
- Costa Rica: Repretel.
- Ecuador: Ecuavisa.
- España: La 1 (1998-2001), La 2 (2002-2004), Antena 3 (2005-2007).
- Guatemala: Trecevision.
- Honduras: Telesistema Hondureño, Telecadena.
- México: Canal 5 (1996-2005).
- Nicaragua: Canal 2.
- Panamá: RPC TV Canal 4.
- Paraguay: SNT (1998-2000), Telefuturo (2001-2007, 2009-2011).
- Perú: Panamericana Television.
- Puerto Rico: Univision.
- República Dominicana: Telesistema 11.
- El Salvador: Canal 6
- Uruguay: Canal 10 Saeta TV.
- Venezuela: Venevisión.